# 滕斯利普 (怀俄明州)
滕斯利普（英語：Ten Sleep）是美国怀俄明州華謝基縣下属的一座城鎮。该鎮的人口在2000年为304人，2010年有260，2011年则估计有258人。